# S'more
S'more (ponekad smore) tradicionalna je kanadska i američka poslastica koja se često jede tijekom kampiranja. Sastoji se od pečenog sljezovog kolačića i sloja čokolade koji se nalaze između dva graham krekera. U SAD-u se 10. kolovoza slavi Nacionalni dan S'morea. Naziv s'more dolazi od fraze some more, što na engleskom jeziku znači više. Iako nije poznato točno porijeklo ove slastice, postoje izvještaji stari i više od 90 godina u kojima je izviđači spominju.